# Animal Rights Switzerland
Animal Rights Switzerland ist eine Schweizer Tierschutzorganisation.

## Organisation
Animal Rights Switzerland wurde 2017 gegründet und ist ein gemeinnütziger Verein mit Sitz in Zürich. Ziel des Vereins ist ein Wandel beim Umgang mit nichtmenschlichen Tiere und schlussendlich eine Rechtspersönlichkeit für nichtmenschliche Tiere zu erreichen. Der Verein finanziert sich durch Spenden und Mitgliederbeiträge, sowie den Verkauf von Merchandiseartikeln.

## Tätigkeiten
Der Verein organisiert mit Freiwilligen Flyeraktionen unter anderem an grossen Bahnhöfen in der ganzen Schweiz und verschickt Infopakete an Interessierte. Ausserdem organisierte der Verein 2019 eine spontane Demo in Wädenswil gegen Tierversuche im LPT Tierversuchslabor, laut eigenen Angaben mit rund 100 Teilnehmerinnen. Der Verein bringt sich zu tierschutzrelevante Abstimmungskämpfen und Unterschriftensammlungen ein und ist mit Vorträgen an diversen Schweizer Hochschulen präsent.
Im November 2020 kritisierte die Organisation den Milchverarbeiter Emmi wegen angeblicher "Konsumententäuschung" bei einer "Oat Milk", die zur Hälfte aus Kuhmilch besteht. Bereits 2018 hatte der Verein eine Lauterbarkeitsbeschwerde gegen den Branchenverband Swissmilk wegen irreführender Werbung bezüglich eines vorgeblichen "Familienzusammenschlusses" bei Kälbchen. Die Lauterkeitskommission lehnte die Beschwerde ab. Animal Rights Switzerland legte Rekurs ein. In zweiter Instanz wurde klar, dass  Swissmilk in Zukunft nicht mehr mit dem Motiv werben wird. 2021 unterstützte die Organisation einen Vorstoss des grünen Nationalrats Balthasar Glättli zur Streichung der Absatzförderung für den Fleischverband Proviande. Animal Rights Switzerland organisierte dazu zusammen mit den Jungen Grünen und den Jungen Grünliberalen eine symbolische Demonstration auf dem Bundesplatz. Im Sommer 2023 veröffentlichte der Verein eine ausführliche Vision tierfreundliche Schweiz.
2020 fiel Animal Rights Switzerland mit einer von Thomas Meyer entworfenen Plakatserie auf.